# Vakantiekolonie
Een vakantiekolonie, kinderkolonie ofwel gezondheidskolonie is een plaats waar meestal kinderen tijdens de vakantie kunnen verblijven. Een vakantiekolonie heeft vaak een sociale doelstelling en is vaak een tijdelijk tehuis voor 'bleekneusjes' of bedoeld voor zieke en zwakke kinderen, bijvoorbeeld uit de minder gegoede klasse.
De eerste aanzet tot dit werk werd gegeven door de Zwitserse vrijzinnige predikant Walter Bion (1830-1909). In de volksbuurten van Zürich zag hij zoveel zieke kinderen, dat hij in 1876 eerst een vakantie buiten de stad organiseerde en vervolgens van ingezameld geld een vakantieoord opende in kanton Appenzell. Er was plaats voor 68 kinderen, die twee weken lang vertoefden in de gezonde buitenlucht, en intussen pedagogisch werden begeleid.
Het initiatief woei over naar de lage landen, en in 1883 stuurdeArnold Kerdijk, de secretaris van de Maatschappij tot Nut van 't Algemeen,  een groep Amsterdamse "bleekneusjes" naar de Utrechtse heuvelrug. En in België was arts en gemeenteraadslid Florimond Kops initiator van een kindervakantie in Kortenaken in het Hageland.